# توسانوبو شوشون

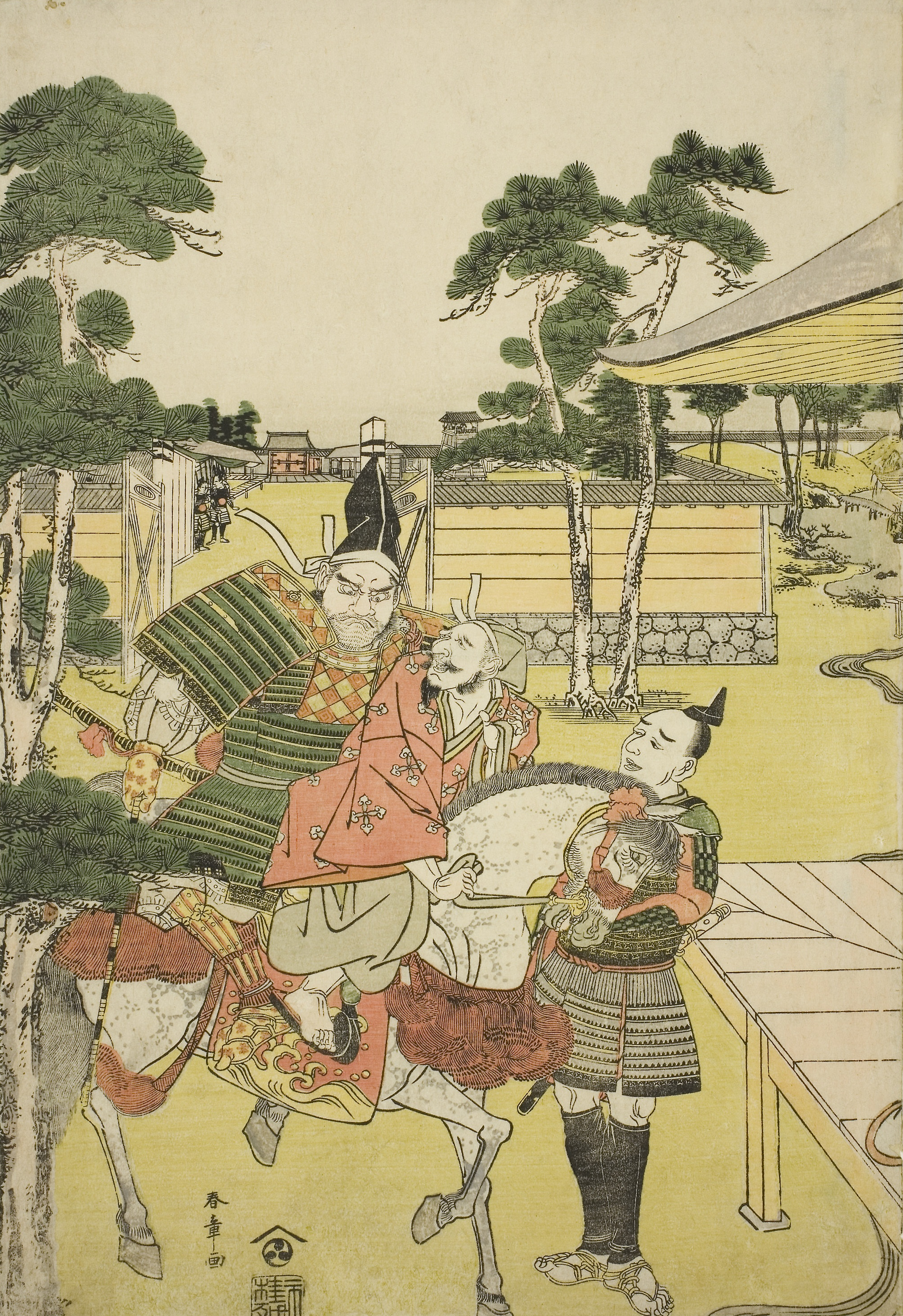

توسانوبو شوشون (به ژاپنی: 土佐坊 昌俊 とさのぼう しょうしゅん)، در پایان دوره هی‌آن سوهی، سامورایی و گوکه‌نین بود. تولد ۱۱۴۱، مرگ ۱۱۸۵ میلادی.
در سال ۱۱۸۵، زمانی که یوریتومو و برادر کوچکترش میناموتو نو یوشیتسونه با هم اختلاف داشتند، یوریتومو ملازمان خود را در کیوتو احضار کرد تا یوشیتسونه را بکشند، اما هیچ‌کس جلو نیامد. در آن زمان توسانوبو شوشون با کمال میل این پیشنهاد را پذیرفت و یوریتومو را خوشحال کرد. قبل از رفتن، توسانوبو شوشون سرنوشت مادر سالخورده و نوزادش را در ولایت شیموتسوکه به یوریتومو سپرد.